# Manifest de Tenerife
El Manifest de Tenerife, fet públic el 29 de maig de 1983 a Puerto de la Cruz (Tenerife), és el text precursor de l'ecologisme polític a Espanya, que iniciaria un procés que culminaria amb la fundació del partit polític de Els Verds.
És redactat durant la segona edició del Festival de Cinema Ecològic i de Naturalesa a Puerto de la Cruz, aprofitant el viatge de diversos convidats a impartir conferències i participar en diverses taules rodones. Va comptar a més amb el suport de la diputada verda alemanya Petra Kelly, i una de les figures històriques de la creació i consolidació de l'ecologisme polític a Alemanya i Europa.
Aquest text seria el punt de partida per a la creació del partit polític Els Verds al novembre de 1984.